# سبيدارة (نمة شير)
سبیدارة (بالفارسية: سپیداره) هي قرية تقع في إيران في قسم نمة شیر الريفي. يقدر عدد سكانها بـ 273 نسمة .